# Otto König (Bildhauer)

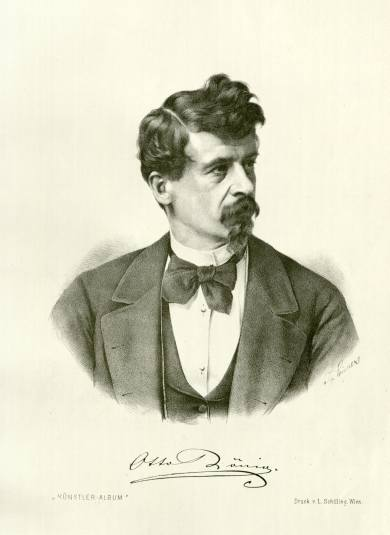
Otto König (um 1890)

Otto König (* 28. Januar 1838 in Meißen; † 30. Dezember 1920 in Wien) war ein deutscher Bildhauer.

## Leben
Karl Wilhelm Otto König erlernte von 1854 bis 1860 den Beruf des Lithografen. Danach besuchte er die Akademie der Bildenden Künste Dresden bei Ernst Julius Hähnel und machte zahlreiche Studienreisen, vor allem nach Italien. 1868 wurde er als Professor an die Wiener Kunstgewerbeschule berufen, wo u. a. Anton Brenek sein Schüler war. Er war ab 1869 Mitglied des Wiener Künstlerhauses.
König wirkte an der figuralen Ausgestaltung von Prachtbauten an der Wiener Ringstraße mit, vor allem der Wiener Staatsoper, des Burgtheaters und des Kunsthistorischen Museums. Am Wiener Rathaus schuf er die Reliefköpfe bekannter Komponisten. Auch mehrere Grabdenkmäler auf Wiener Friedhöfen und Porträtbüsten von Angehörigen des Hofes stammen von ihm. 1874 erfuhr er auf einer Kunstreise in Italien von dem Tod seiner Gattin und seiner drei Kinder. Er schuf daraufhin verschiedene liebliche Familiengruppen und ein Denkmal für seine Angehörigen. König war auch als Schöpfer von Porträtmedaillons bekannt. Gelegentlich sind Skulpturen des Künstlers im Auktionshandel zu finden.
König war in zweiter bzw. dritter Ehe mit den Malerinnen Minna König-Lorinser und Marie von Wening-Ingenheim (1849–1913) verheiratet.
Otto König wurde auf dem Hietzinger Friedhof beerdigt. 1924 wurde die Königgasse in Wien-Hietzing nach ihm benannt. Auch ein Genossenschaftswohnhausbau in der Thaliastraße 86 trägt nach ihm den Namen Otto-König-Hof.

## Werke (Auszug)
- Statuette Modell der Victoria (Modell der Victoria vom Erzherzog Ferdinand Max-Denkmal in Pula), um 1876, Bronze, Heeresgeschichtliches Museum, Wien[4]